# Edward Wortley Montagu
Edward Wortley-Montagu (8 février 1678 - 22 janvier 1761) est ambassadeur de Grande-Bretagne auprès de l'Empire ottoman, époux de l'écrivain Mary Wortley Montagu et père de l'écrivain et voyageur Edward Wortley Montagu (voyageur). 

## Biographie
Fils de Sidney Wortley Montagu et petit-fils d'Édouard Montagu (1er comte de Sandwich), Wortley Montagu fait ses études à la Westminster School, au Trinity College de Cambridge (1693) et étudie le droit au Middle Temple (1693). En 1699 il s'inscrit au barreau et est admis à l'Inner Temple en 1706. 
Il est surtout connu pour sa correspondance avec l'écrivaine Mary, fille d'Evelyn Pierrepont (1er duc de Kingston-upon-Hull). Ils se marient en 1712. Il succède à son père en 1727 et hérite de Wortley Hall, près de Barnsley, dans le sud du Yorkshire. 

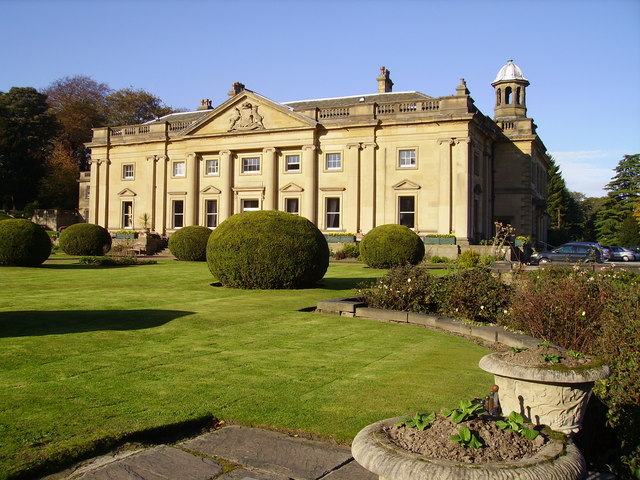
Wortley Hall

Montagu lui-même est un éminent homme politique whig et est député de Huntingdon avant de devenir ensuite Lord du Trésor de 1714 à 1715. 
Il est nommé ambassadeur auprès de l'Empire ottoman et élu représentant de la compagnie du Levant, sur proposition du roi George Ier, le 10 mai 1716. Il arrive avec son épouse à Andrinople (aujourd'hui Edirne) le 13 mars 1717. En tant qu'ambassadeur, il est chargé de suivre les négociations en cours entre les Ottomans et l'empire des Habsbourg. En raison de l'échec de sa mission, il n'est pas nommé ambassadeur auprès de la Porte ottomane à Constantinople avant son rappel en octobre 1717. Il quitte la Turquie le 15 juillet 1718 et voyage quelque temps en Orient. À son retour de Constantinople en Angleterre, il rompt avec les dirigeants du parti Whig mais resta membre du Parlement pour Huntingdon (1722-1734) et pour Peterborough (1734 jusqu'à sa mort en 1761). 
De 1757 à 1761, il restaure Wortley Hall en y ajoutant l'aile est. À sa mort, il laisse une grande fortune à sa fille Mary car, en 1755, il déshérite son fils Edward en ne lui laissant qu'une petite pension. Mary épouse le futur Premier ministre, John Stuart (3e comte de Bute). 